# Stronger (film)
Pour les articles homonymes, voir Stronger.
Pour plus de détails, voir Fiche technique et Distribution.
Stronger ou Debout au Québec est un drame américain réalisé par David Gordon Green, sorti en 2017.

## Synopsis
Après avoir perdu ses jambes lors du double attentat du Marathon 2013 de Boston, Jeff Bauman (en) tente de remarcher et d'accepter les nouvelles conditions de sa vie.

## Fiche technique
Sauf indication contraire, les informations mentionnées dans cette section peuvent être confirmées par la base de données cinématographiques IMDb,  présente dans la section « Liens externes ».
- Titre original : Stronger
- Titre québécois : Debout[1]
- Réalisation : David Gordon Green
- Scénario : John Pollono, d'après le roman Stronger de Jeff Bauman et Bret Witter
- Photographie : Sean Bobbitt
- Montage : Dylan Tichenor
- Production : Jake Gyllenhaal, Michel Litvak, Scott Silver, Todd Lieberman, David Hoberman
- Sociétés de production : Bold Films, Mandeville Films et Nine Stories Productions
- Sociétés de distribution : Lionsgate (États-Unis), Metropolitan Filmexport (France)
- Pays d'origine :  États-Unis
- Langue originale : anglais
- Genre : drame
- Durée :
- Dates de sortie :

États-Unis : 22 septembre 2017
France : 7 février 2018

## Distribution
- Jake Gyllenhaal (VF : Rémi Bichet ; VQ : Martin Watier) : Jeff Bauman (en)
- Tatiana Maslany (VFB : Audrey d'Hulstère ; VQ : Catherine Brunet) : Erin Hurley, la petite amie de Jeff
- Miranda Richardson (VFB : Bernadette Mouzon ; VQ : Élise Bertrand) : Patty Bauman, la mère de Jeff
- Clancy Brown (VFB : Jean-Michel Vovk) : Jeff Bauman, Sr., le père de Jeff
- Richard Lane Jr. : Sully
- Frankie Shaw : Gail Hurley
- Jimmy LeBlanc : Larry
- Patty O'Neil : Tante Jenn
- Danny McCarthy : Kevin

version française réalisée par la société de doublage Hiventy, sous la direction artistique d'Aurélien Ringelheim, par des dialogues adaptés de Gilles Coiffard.

## Production

### Genèse et développement
En juillet 2014, Lionsgate achète les droits d'adaptation des mémoires de Jeff Bauman (en), coureur qui a perdu ses jambes lors du double attentat du Marathon 2013 de Boston, projet mis en scène par David Gordon Green, choisi un an plus tard, en juillet 2015,.

### Attribution des rôles
Fin juillet 2015, Jake Gyllenhaal est annoncé au casting, dans le rôle de Jeff Bauman, suivi de Tatiana Maslany, en octobre de la même année, pour incarner sa petite amie. En avril 2016, Miranda Richardson et Clancy Brown sont engagés pour jouer les parents du survivant.

### Tournage
Le tournage débute à Boston le 4 avril 2016. Le tournage a également lieu dans d'autres villes du Massachusetts, comme Southfield et Braintree.

## Accueil

### Accueil critique
Sur l'agrégateur américain Rotten Tomatoes, le film récolte 90 % d'opinions favorables pour 191 critiques. Sur Metacritic, il obtient une note moyenne de 76⁄100 pour 41 critiques.
En France, le site Allociné recense une moyenne des critiques presse de 2,6/5, et des critiques spectateurs à 3,6/5.
La presse est assez mitigée. Première y voit « une œuvre inspirée de faits réels avec un Jake Gyllenhaal impressionnant de sobriété. ». Les Inrockuptibles n'apprécient pas du tout le film : « Pâteux, gluant, niais, le film semble réalisé machinalement par un cinéaste soucieux d’ajouter sa pierre au genre “post-trauma” qui sévit actuellement à Hollywood. ».